# Herregaards-Mysteriet
Herregaards-Mysteriet er en dansk stumfilm fra 1917, der er instrueret af Alexander Christian efter manuskript af Carl Muusmann og Carl Th. Dreyer.

## Handling
Proprietær Bruhn til "Strandgaarden" er en aften redet ind til byen i et vigtigt ærinde. Da han vender hjem, finder han sin gård i flammer. Til alt held har hans datter Astrid fra sit soveværelse opdaget branden så betids, at der er lykkedes at redde alle levende væsener, men alle gårdens længer brænder ned til grunden. Proprietærens nærmeste nabo og mangeårige ven, godsejer Moe, hvis søn, cand. jur. Holger Moe, og Astrid er barndomskammerater, er kommen til stede ved branden, og han tilbyder proprietær Bruhn et foreløbigt hjem på "Moestrup" for sig selv, datteren og husbestyrerinden, fru Eva Lau, der er som en moderlig veninde for den unge pige. Gæsteopholdet på nabogården fører selvfølgelig med sig, at de to unge strejfer om sammen fra morgen til aften, og skønt der endnu ikke er vekslet et ord om kærlighed mellem dem, føler de begge, at de er bestemt for hinanden. Holger Moe kan fri hvilken dag som helst, og Astrid er ikke i tvivl om, hvad hun vil svare, indtil der en dag indtræffer en begivenhed, der helt ombestemmer Astrid. En dag da de to store børn leger tagfat, har Astrid skjult sig i et krat. I landevejsgrøften lige udenfor ligger to landarbejdere og passiarer. De taler om de mange brande, der har fundet sted på egnen og også om branden på "Strandgaarden", og de synes at være enige om, at det er proprietær Bruhn selv, der har sat ild på. For lille Astrid er fra dette øjeblik al glæde spoleret, og Holger gør kun ondt værre, da han fremkommer med det frieri, der så længe har ligget ham på læberne.
Samme dag indeholder aviserne meddelelse om, at forsikringsselskaberne til Justitsministeriet har indsendt andragende om at få taget den sidste tids ildebrande op til fornyet undersøgelse, og der nedsættes en flyvende kommission, i hvilken Holger Moe anmodes om deltagelse. Samtalen mellem de to landarbejdere har indgivet Astrid den første spire af mistanke til faderen, og denne mistanke næres yderligere af en mængde små træk og tilfældige begivenheder. Snart kommer kommissionen til egnen, og også proprietær Bruhn skal afhøres. Astrid følger med ængstelige blikke faderen, da han drager af sted til forhøret inde i byen, og det volder hende sandt at sige ingen større overraskelser, da Holger Moe nogle timer senere kommer for at meddele Astrid, at forhøret endte med arrest over proprietær Bruhn. En række kendsgerninger havde så afgjort talt i den mistænktes disfavør, og dommeren havde fundet det rigtigst at holde ham tilbage. Den sørgelige meddelelse gør måske allerstærkest indtryk på husbestyrerinden, fru Eva Lau. Seks år forinden hjalp proprietær Bruhn hende ud af en knibe ved at dække over, at hendes mand havde stjålet af kassen, og som skamfuld følge heraf tog sit eget liv.
Nu da fru Eva erfarer, at hendes velgører gennem mange år er sigtet for ildspåsættelse, står det hende med det samme klart, at kun virkelig nød kan have bevæget proprietæren til at begå en så frygtelig forbrydelse, og i bevidstheden om hvad hun skylder ham, melder hun sig tidligt næste morgen til kommisionsdomstolen og tilstår, at det er hende, der har påsat branden på "Strandgaarden". Dommeren bliver ikke så lidt overrasket, men over for hendes bestemte påstand må han tage hendes anmeldelse til følge og løslade proprietær Bruhn. Da Holger Moe samme aften går en tur, bliver han opmærksom på et par fordægtige fyre, der bærer en sæk med tyvekoster hen til en afsides liggende hytte. Han følger efter dem for at belure dem, og han hører da, at de - i anledning af byttets deling - kommer i klammeri, og under skænderiet fremkommer den ene med en bemærkning, som får Moe til at spidse øren. Næste dag lader han begge tyvene arrestere, og den ene af dem, der er ansat som karl på "Strandgaarden", tilstår, at det i virkeligheden er ham, som - i vrede over at være blevet irettesat af proprietær Bruhn - satte ild på gården. Al mistanke er nu fjernet fra både fru Eva og fra proprietær Bruhn, og intet hindrer nu Astrid i at give Holger sit "ja".